# Хряцька
Хря́цька (рум. Hreațca) —  село в Україні, у Герцаївській міській громаді Чернівецького району Чернівецької області.

## Історія
З 24 серпня 1991 року село входить до складу незалежної України.
У 2018 році шляхом об'єднання сільських рад, село увійшло до складу Герцаївської міської громади.
До адміністративної реформи 19 липня 2020 року село належало до Герцаївського району, після його ліквідації, увійшло до складу Чернівецького району.

## Населення

### Мова
Розподіл населення за рідною мовою за даними перепису 2001 року:
| Мова            | Кількість | Відсоток |
| --------------- | --------- | -------- |
| румунська       | 1963      | 98.54%   |
| українська      | 21        | 1.06%    |
| російська       | 4         | 0.20%    |
| інші/не вказали | 4         | 0.20%    |
| Усього          | 1992      | 100%     |

## Відомі люди
- Віолета Москалу — доктор філософії, експерт з питань державного управління та міжнародного розвитку, візіонер, меценат, засновник Global UkraineFoundation, ініціатор та співзасновник Global Ukrainians Forum. Навчалася у Чернівецькому університеті. Викладала понад 10 років в університеті Лотарингії (Франція), працювала консультантом у рамках програм технічної допомоги від міжнародних організаціях. Працювала у Гаїті, Албанії, Марокко та інших країнах.
- Ілля Авасілоає — активіст соціалістичного руху, політик, малолітній в'язень сталінських концтаборів. Голова Герцаївської районної ради Чернівецької області.